# Ultra-high-definition television

UHDTV in verhouding tot andere formaten

Ultra-high-definition television (UHDTV), Ultra HDTV, 2160p, 4320p of ultra-high-definition video (UHDV) omvat meerdere digitale videoformaten voorgesteld door het Japanse NHK, BBC en RAI. Deze standaarden kennen in zowel resolutie als kleurbereik grotere waardes dan FHD (Full High Definition). Denk hierbij aan resoluties van 3840x2160 (4K-UHD) als 7680x4320 (8K-UHD, FUHD) pixels, respectievelijk een 4 en 16 keer zo hoge resolutie als de meestvoorkomende resolutie 1920x1080 (Full HD). Het kleurenspectrum kent een breder bereik met bijvoorbeeld de standaarden Rec.2020 en Rec.2100 (of BT.2020 en BT.2100) waar tienmaal meer kleuren vertoond kunnen worden dan Rec.709 waar het meeste content hedendaags in te vinden is.
Full Ultra High Definition (FUHD) ofwel Super Hi-Vision (SHi-V), verbruikt ca. 12 gigabyte aan opslagruimte per 60 minuten video. Super Hi-Vision is in Japan de officiële naam voor 8K en wordt voornamelijk gebruikt door de publieksomroep NHK.

## Experimentele techniek
NHK-onderzoekers hadden een eigen prototype gebouwd. Tijdens de demonstratie van dit nieuwe systeem hadden ze een reeks van 16 hdtv-recorders gebruikt om een film van 18 minuten mee op te nemen.
De camera werd ontwikkeld met vier 6,35 cm (2,5 inch) CCD's in combinatie met een beperkte resolutie van 3840x2048. Dit werd dan weer geconverteerd naar 7680x4320, het UHDTV-formaat.

## Technische details
Er bestaan meerdere beeldresoluties die worden gedefinieerd als UHDTV:
- 1080p50 of 60 in HDR.[2] Vaak met de HDR-variant hybrid log-gamma omdat deze backwardscompatibel is met oudere beeldschermen. Deze UHD-standaard is voor de meeste Nederlandse televisiezenders (denk hierbij aan NPO 1 UHD en ESPN UHD) makkelijker te verwezenlijken dan de volgende twee standaarden. Andere varianten zĳn HDR10 waar de meeste films voor thuisgebruik in worden vertoond en Dolby Vision, een standaard ontwikkeld door Dolby Laboratories voor het vertonen van films met laserprojectie in de bioscopen.
- UHDTV-1 (4K-UHD): 3840 bij 2160 pixels (8,29 megapixels) - door fabrikanten vaak onterecht aangeduid als '4K'; echte 4K is een resolutie van 4096 bij 2160 pixels.[3]
- UHDTV-2 (8K-UHD): 7680 bij 4320 pixels (33,18 megapixels) - door fabrikanten vaak onterecht aangeduid als '8K'; echte 8K is een resolutie van 8192 bij 4320 pixels.[3]
- 16K-UHD

Verdere eigenschappen van de grootste Ultra HD-standaard zijn:
- Beeldverhouding: 16:9
- Beeldfrequenties: 59,94 fps, 60 fps en 120 fps
- Kleurkanalen: 10 bits of 12 bits
- Geluid: 22.2 kanalen
  - 9 boven, 10 op oorhoogte, 3 onder, 2 voor baseffecten

## Standaardisatie voor Europa
Digital Video Broadcasting (DVB) heeft de standaard TS 101 154 V2.1.1 goedgekeurd (2014) en is gepubliceerd in het DVB Bluebook A157 dat enkele maanden later ook door het Europees Telecommunicatie en Standaardisatie Instituut (ETSI) werd gepubliceerd.

## Adoptie
Videowebsites YouTube en Vimeo hebben de beeldresolutie 4096×3072 (4:3) sinds 2010 als hun 4K-standaard aangenomen. In 2014 kwam de Digital Video Broadcasting-standaard (DVB) met een aantal nieuwe standaarden om ultra-high-definition televisie te implementeren in uitzendingen. Hierbij wordt zowel UHD-1 als UHD-2 ondersteund. Initieel richtte DVB zich op implementatie van de UHD-1-standaard. In 2016 werd DVB UHD-1 fase 2 afgerond. Hierbij kwam ondersteuning voor High-dynamic-range video (HDR-video), een breed kleurengamma en High Frame Rate (HFR, hoge beeldsnelheid).

## Kritiek
Kritiek op de UHD-technologie is dat dit in de praktijk hoge kosten voor de consument met zich meebrengt, maar afgezien van de grotere speling bij de nabewerking en beeldstabilisatie van filmopnames biedt het bijna geen voordeel. De hogere resolutie kan alleen worden benut als de kijker heel dicht op het scherm zit, maar heeft nauwelijks toegevoegde waarde bij het kijken naar films. De filmopnameapparatuur werkt relatief langzamer vanwege de grote hoeveelheden gegevens.
Over de meerwaarde van 8K UHD wordt nog meer getwijfeld. Om de scherpte goed te ervaren moet de kijker dichter op het scherm zitten dan bij een 4K televisie. Voor een tv met beelddiameter van 165 cm zou de ideale kijkafstand 66 centimeter van het scherm zijn. Dit is niet praktisch in een woonkamer. Bovendien brengt dit een ander probleem met zich mee. Door zo dicht op het scherm te zitten kan de kijker niet het hele beeldscherm zien. Hoewel dicht op de tv zitten niet direct schadelijk voor de ogen is, kan het wel leiden tot oververmoeide ogen.